# Piple: AI to kekkon seikatsu hajimemashita
Piple: AI to kekkon seikatsu hajimemashita (ぴぷる～AIと結婚生活はじめました～?) è una serie televisiva giapponese del 2020.

## Trama
Nel 2030 il giovane Kenichi Tsumiki, dopo essere stato rifiutato dalla ragazza di cui era da sempre innamorato, decide di sposare un'androide, Piple. 